# Phyllonorycter suberifoliella
Phyllonorycter suberifoliella är en fjärilsart som först beskrevs av Philipp Christoph Zeller 1850.  Phyllonorycter suberifoliella ingår i släktet guldmalar, och familjen styltmalar.
Artens utbredningsområde är:
- Bulgarien.
- Frankrike.
- Grekland.
- Italien.
- Spanien.
- Kroatien.

Inga underarter finns listade i Catalogue of Life.